# 埃尔夫温
埃尔夫温，麦西亚人的女领主。盎格鲁-撒克逊七国时代麦西亚王国君主，麦西亚领主埃塞尔雷德和他的妻子埃塞尔弗莱德的女儿，威塞克斯国王阿尔弗雷德大帝的外孙女。
918年，她的母亲埃塞尔弗莱德去世后，她继任麦西亚人的女领主。半年后，她的舅舅威塞克斯国王长者爱德华废黜了她，直接掌控麦西亚。
历史文献中没有关于她后来的事迹的确切记载。